# Toxie’s letzte Schlacht
Toxie’s letzte Schlacht ist ein Low-Budget-Horrorfilm von Regisseur Lloyd Kaufman aus dem Jahr 1989. Es handelt sich um eine Fortsetzung zu Atomic Hero II aus demselben Jahr und um den insgesamt dritten Teil der Atomic Hero-Filmreihe.

## Inhalt
In Tromaville herrscht wieder Frieden und Toxie hat bedenken, dass seine Mission als Superheld abgeschlossen sei. Außerdem kann er die Augenoperation für seine blinde Freundin Claire bezahlen. Um ein normales Leben zu führen, beschließt er, in einem großen Konzern namens Apocalypse Inc. zu arbeiten. Alles lief gut, bis Toxie herausfindet, das die Firma böse Machenschaften führt.

## Synchronisation
| Figur                           | Schauspieler  | Deutscher Synchronsprecher |
| ------------------------------- | ------------- | -------------------------- |
| Melvin Ferd / The Toxic Avenger | Ron Fazio     | Ekkehardt Belle            |
| Apocalypse Inc. Chairman        | Rick Collins  | Christian Tramitz          |
| Claire                          | Phoebe Legere | -                          |
| Cigar Face                      | Dan Snow      | Oliver Stritzel            |
| Dr. Goldberg                    | Carl Burrows  | Ulf-Jürgen Wagner          |
| Lou Sipher                      | Paul Borghese | Oliver Mink                |
| Malfaire                        | Lisa Gaye     | Maria Böhme                |

## Produktion und Veröffentlichung
Troma Entertainment produzierte den Film. Regie führten Lloyd Kaufman und Michael Herz, die ebenfalls die Drehbücher schrieben. Die Produzenten waren ebenfalls Lloyd Kaufman und Michael Herz. Die Musik komponierte Christopher De Marco. Für den Schnitt war Michael Schweitzer verantwortlich. Der Film kam am 24. November 1989 raus. Am 1. Juli 2000 erschien der Film in einer ungekürzten Fassung mit der Altersfreigabe „ab 18 Jahren“ in Deutschland.

## Rezeption
- Lexikon des internationalen Films: „Die abstruse Geschichte ist bewußt grell und geschmacklos in Szene gesetzt, erreicht mit ihren begrenzten gestalterischen Mitteln und schalen Witzen jedoch nur verkrampfte Langeweile.“[4]